# ジェームズ・ネアン

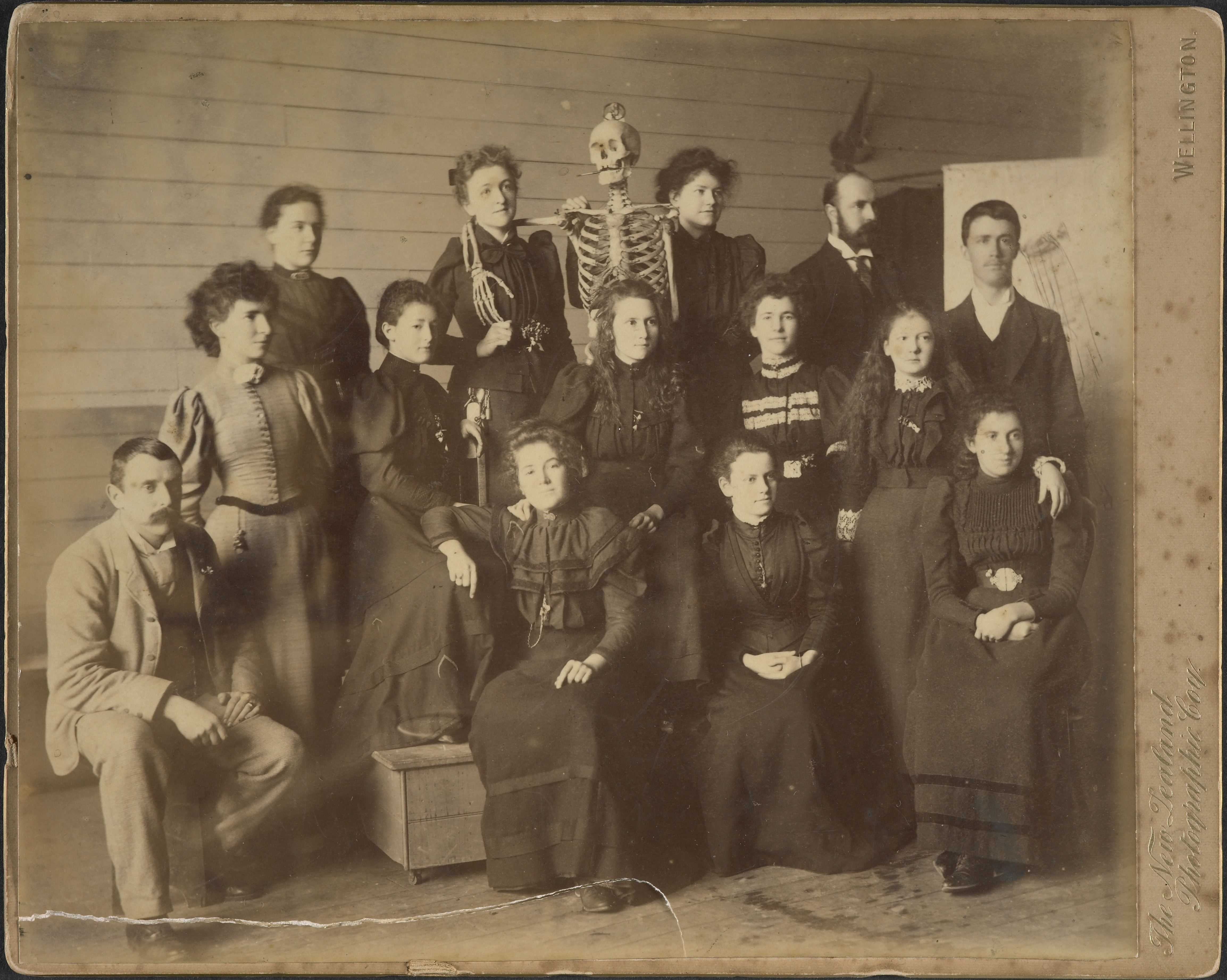
ウェリントン・デザイン学校のメンバー、左端がネアン

ジェームズ・ネアン（James McLauchlan Nairn、1859年11月18日 - 1904年2月22日）はスコットランド生まれの画家である。ニュージーランドの美術学校で絵画を教え、イタリア生まれのジローラモ・ネルリ（Girolamo Pieri Pecci Ballati Nerli:1860-1926)とともに、19世紀後半のニュージーランドの美術に大きな影響を与えた。

## 略歴
スコットランド、イースト・ダンバートンシャーのカーキンティロックで生まれた。1879年から4年間、グラスゴー美術学校で学んだ後、パリのアカデミー・ジュリアンに入学した。
1880年代はグラスゴー美術研究所（Glasgow Institute of Fine Arts）やスコットランド王立美術院の展覧会に出展し、「グラスゴー・ボーイズ」と呼ばれた印象派に影響を受けたスコットランドの美術家のグループで活動した。
1890年に健康上の理由で、気候のいいニュージーランドのダニーデンに移住し、翌年ウェリントンに移った。ウェリントン実業学校の美術の教師となり、グラスゴーの美術家グループの印象派のスタイルをニュージーランドの学生に紹介し、ドーラ・リッチモンド（Dolla Richmond）、モード・シャーウッド（Maud Winifred Sherwood）、メーベル・ヒル（Mabel Hill）、モード・バージ（Maude Burge）、モーリー・トライプ（Mollie Tripe）といった画家たちに影響を与えた。
ウェリントンに移ってすぐ、ニュージーランド美術院(New Zealand Academy of Fine Arts)に入会し、1890年から1903年まで理事を務めた。ウェリントン美術クラブを創立し、ネアンの家が画家の集まる場所となった。ウェリントンで没した。
ニュージーランドの海岸などの風景を描いた。

## 作品

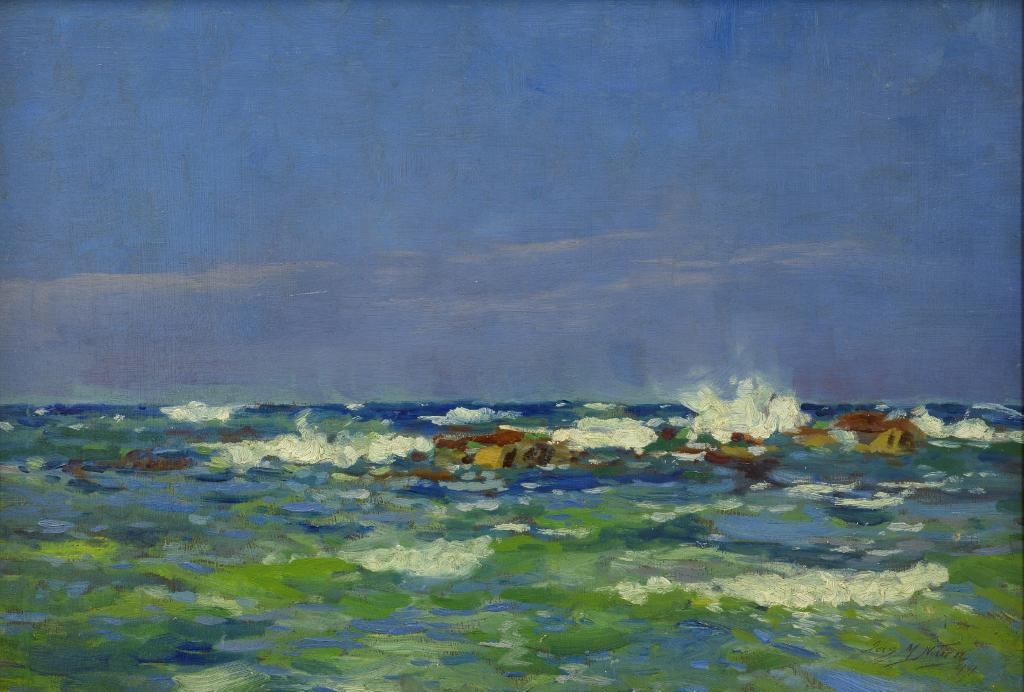
『夏のカイコウラ海岸』(1899)
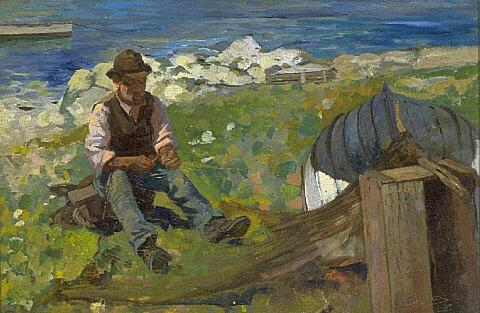
『網の修繕』（1899）
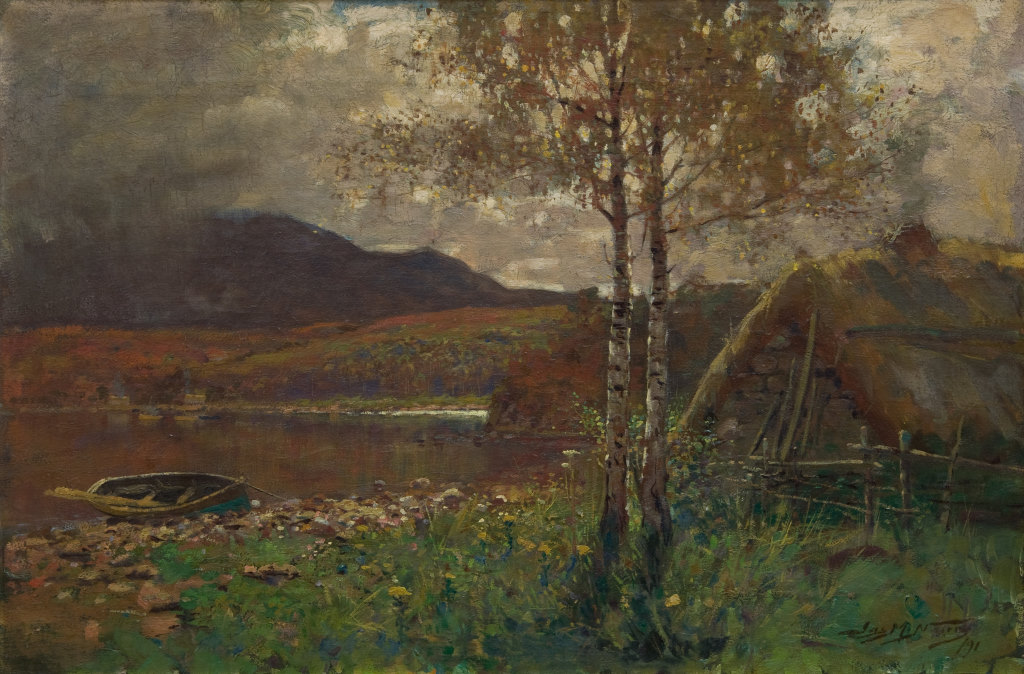
Pauatahanui Inlet (1891)
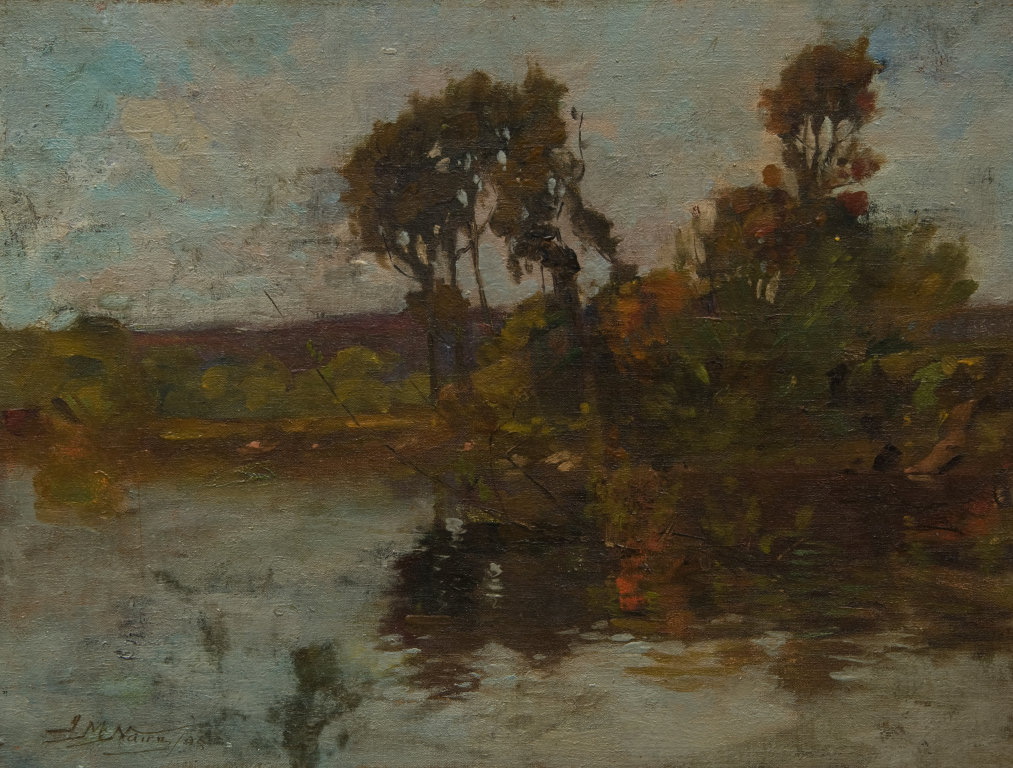
『川岸』(1898)
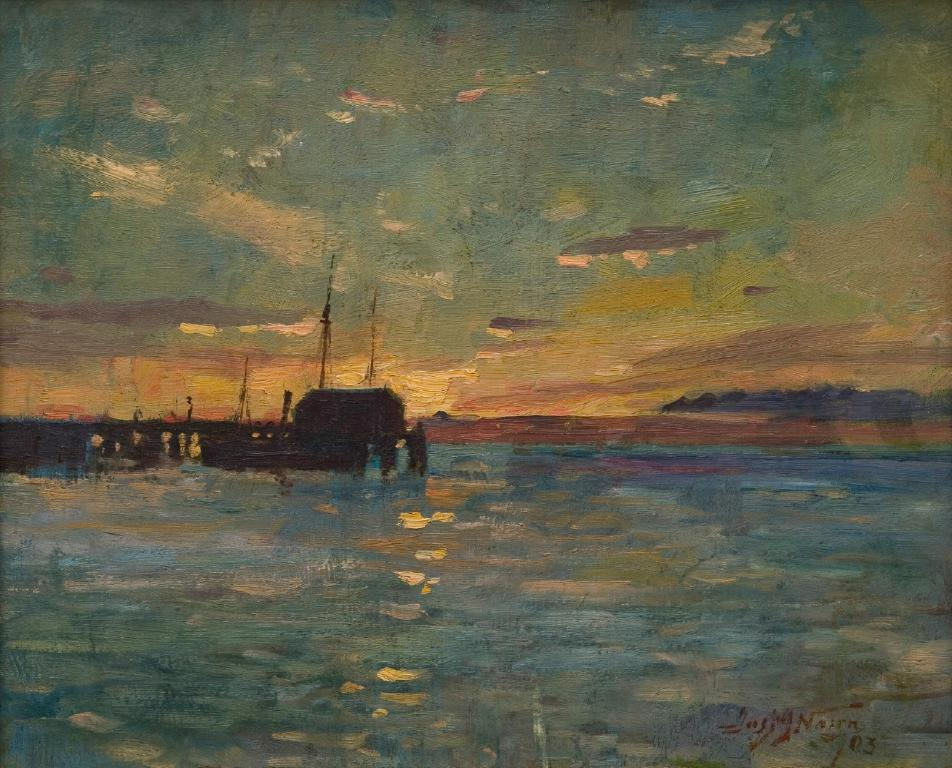
『日没』(1903)
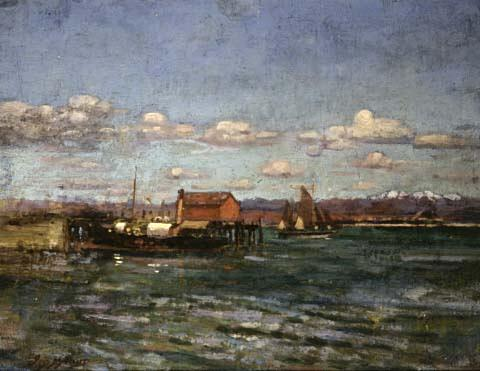
『カイコウラの渚と軍艦』